# Halowe Mistrzostwa Świata w Lekkoatletyce 1991
3. Halowe Mistrzostwa Świata w Lekkoatletyce rozegrane zostały w dniach 8-10 marca 1991 w Sewilli.

## Rezultaty
Źródło: 

### Mężczyźni
| Konkurencja                           | 1. miejsce                                                            | Wynik    | 2. miejsce | Wynik    | 3. miejsce                                                            | Wynik    |
| ------------------------------------- | --------------------------------------------------------------------- | -------- | --- | -------- | --------------------------------------------------------------------- | -------- |
| Bieg na 60 m (szczegóły)              | Andre Cason                                                           | 6,54     | Linford Christie | 6,55     | Chidi Imoh                                                            | 6,60     |
| Bieg na 200 m (szczegóły)             | Nikołaj Antonow                                                       | 20,67    | Linford Christie | 20,72    | Ade Mafe                                                              | 20,92    |
| Bieg na 400 m (szczegóły)             | Devon Morris                                                          | 46,17    | Samson Kitur | 46,21    | Cayetano Cornet                                                       | 46,52    |
| Bieg na 800 m (szczegóły)             | Paul Ereng                                                            | 1:47,08  | Tomás de Teresa | 1:47,82  | Simon Hoogewerf                                                       | 1:47,88  |
| Bieg na 1500 m (szczegóły)            | Noureddine Morceli                                                    | 3:41,57  | Fermín Cacho | 3:42,68  | Mário da Silva                                                        | 3:43,85  |
| Bieg na 3000 m (szczegóły)            | Frank O’Mara                                                          | 7:41,14  | Hammu Butajjib | 7:43,64  | Robert Denmark                                                        | 7:43,90  |
| Bieg na 60 m przez płotki (szczegóły) | Greg Foster                                                           | 7,45     | Igors Kazanovs | 7,47     | Mark McKoy                                                            | 7,49     |
| Sztafeta 4 × 400 m (szczegóły)        | Niemcy Rico Lieder · Jens Carlowitz · Karsten Just · Thomas Schönlebe | 3:03,05  | Stany Zjednoczone Raymond Pierre · Charles Jenkins · Andrew Valmon · Antonio McKay · Clifton Campbell · Willie Smith | 3:03,24  | Włochy Marco Vaccari · Vito Petrella · Alessandro Aimar · Andrea Nuti | 3:05,51  |
| Chód na 5000 m (szczegóły)            | Michaił Szczennikow                                                   | 18:23,55 | Giovanni De Benedictis                                                                                               | 18:23,60 | Franc Kostiukiewicz                                                   | 18:47,05 |
| Skok wzwyż (szczegóły)                | Hollis Conway                                                         | 2,40     | Artur Partyka | 2,37 =   | Aleksiej Jemielin Javier Sotomayor                                    | 2,31     |
| Skok o tyczce (szczegóły)             | Serhij Bubka                                                          | 6,00     | Wiktor Ryżenkow | 5,80     | Ferenc Salbert                                                        | 5,70     |
| Skok w dal (szczegóły)                | Dietmar Haaf                                                          | 8,15     | Jaime Jefferson | 8,04     | Giovanni Evangelisti                                                  | 7,93     |
| Trójskok (szczegóły)                  | Igor Łapszyn                                                          | 17,31    | Leonid Wołoszyn | 17,04    | Tord Henriksson                                                       | 16,80    |
| Pchnięcie kulą (szczegóły)            | Werner Günthör                                                        | 21,17    | Klaus Bodenmüller | 20,42    | Ron Backes                                                            | 20,06    |

### Kobiety
| Konkurencja                           | 1. miejsce                                                                 | Wynik    | 2. miejsce                                                                          | Wynik    | 3. miejsce                                                                     | Wynik    |
| ------------------------------------- | -------------------------------------------------------------------------- | -------- | ----------------------------------------------------------------------------------- | -------- | ------------------------------------------------------------------------------ | -------- |
| Bieg na 60 m (szczegóły)              | Irina Siergiejewa                                                          | 7,02     | Merlene Ottey                                                                       | 7,08     | Liliana Allen                                                                  | 7,12     |
| Bieg na 200 m (szczegóły)             | Merlene Ottey                                                              | 22,24    | Irina Siergiejewa                                                                   | 22,41    | Grit Breuer                                                                    | 22,58    |
| Bieg na 400 m (szczegóły)             | Diane Dixon                                                                | 50,64    | Sandra Myers                                                                        | 50,99    | Anita Protti                                                                   | 51,41    |
| Bieg na 800 m (szczegóły)             | Christine Wachtel                                                          | 2:01,51  | Violeta Beclea                                                                      | 2:01,75  | Ella Kovacs                                                                    | 2:01,79  |
| Bieg na 1500 m (szczegóły)            | Ludmiła Rogaczowa                                                          | 4:05,09  | Ivana Kubešová                                                                      | 4:06,22  | Tudorița Chidu                                                                 | 4:06,27  |
| Bieg na 3000 m (szczegóły)            | Marie-Pierre Duros                                                         | 8:50,69  | Margareta Keszeg                                                                    | 8:51,51  | Lubow Kriemlowa                                                                | 8:51,90  |
| Bieg na 60 m przez płotki (szczegóły) | Ludmiła Narożylenko                                                        | 7,88     | Monique Éwanjé-Épée                                                                 | 7,90     | Aliuska López                                                                  | 8,03     |
| Sztafeta 4 × 400 m (szczegóły)        | Niemcy Sandra Seuser · Katrin Schreiter · Annett Hesselbarth · Grit Breuer | 3:27,22  | ZSRR Marina Szmonina · Ludmyła Dżyhałowa · Margarita Ponomariowa · Aelita Jurczenko | 3:27,95  | Stany Zjednoczone Terri Dendy · Lillie Leatherwood · Jearl Miles · Diane Dixon | 3:29,00  |
| Chód na 3000 m (szczegóły)            | Beate Anders                                                               | 11:50,90 | Kerry-Anne Saxby-Junna                                                              | 12:03,21 | Ileana Salvador                                                                | 12:07,67 |
| Skok wzwyż (szczegóły)                | Heike Henkel                                                               | 2,00     | Tamara Bykowa                                                                       | 1,97     | Heike Balck                                                                    | 1,94     |
| Skok w dal (szczegóły)                | Łarysa Bereżna                                                             | 6,84     | Heike Drechsler                                                                     | 6,82     | Marieta Ilcu                                                                   | 6,74     |
| Pchnięcie kulą (szczegóły)            | Sui Xinmei                                                                 | 20,54    | Huang Zhihong                                                                       | 20,33    | Natalja Lisowska                                                               | 20,00    |

Kobiety brały udział także w zawodach w konkurencji trójskoku, które miały charakter pokazowy.
| Konkurencja          | 1. miejsce   | Wynik | 2. miejsce | Wynik | 3. miejsce      | Wynik |
| -------------------- | ------------ | ----- | ---------- | ----- | --------------- | ----- |
| Trójskok (szczegóły) | Inesa Kraweć | 14,44 | Li Huirong | 13,98 | Sofija Bożanowa | 13,62 |

## Klasyfikacja medalowa
Kolorem niebieskim oznaczono kraj organizujący mistrzostwa. Klasyfikacja medalowa uwzględnia również dorobek medalowy zawodniczek startujących w konkursie trójskoku.
| Miejsce | Państwo           | Złoto | Srebro | Brąz | Razem |
| ------- | ----------------- | ----- | ------ | ---- | ----- |
| 1.      | ZSRR              | 8     | 6      | 4    | 18    |
| 2.      | Niemcy            | 6     | 1      | 2    | 9     |
| 3.      | Stany Zjednoczone | 4     | 1      | 2    | 7     |
| 4.      | Jamajka           | 2     | 1      | 0    | 3     |
| 5.      | Chiny             | 1     | 2      | 0    | 3     |
| 6.      | Francja           | 1     | 1      | 1    | 3     |
| 7.      | Kenia             | 1     | 1      | 0    | 2     |
| 8.      | Bułgaria          | 1     | 0      | 1    | 2     |
| 8.      | Szwajcaria        | 1     | 0      | 1    | 2     |
| 10.     | Algieria          | 1     | 0      | 0    | 1     |
| 10.     | Irlandia          | 1     | 0      | 0    | 1     |
| 12.     | Hiszpania         | 0     | 3      | 1    | 4     |
| 13.     | Rumunia           | 0     | 2      | 3    | 5     |
| 14.     | Wielka Brytania   | 0     | 2      | 2    | 4     |
| 15.     | Kuba              | 0     | 1      | 3    | 4     |
| 15.     | Włochy            | 0     | 1      | 3    | 4     |
| 17.     | Australia         | 0     | 1      | 0    | 1     |
| 17.     | Austria           | 0     | 1      | 0    | 1     |
| 17.     | Czechosłowacja    | 0     | 1      | 0    | 1     |
| 17.     | Maroko            | 0     | 1      | 0    | 1     |
| 17.     | Polska            | 0     | 1      | 0    | 1     |
| 22.     | Kanada            | 0     | 0      | 2    | 2     |
| 23.     | Nigeria           | 0     | 0      | 1    | 1     |
| 23.     | Portugalia        | 0     | 0      | 1    | 1     |
| 23.     | Szwecja           | 0     | 0      | 1    | 1     |
| Razem   | Razem             | 27    | 27     | 28   | 82    |

Źródło: 